# Docalidia glabra
Docalidia glabra är en insektsart som beskrevs av Nielson 1982. Docalidia glabra ingår i släktet Docalidia och familjen dvärgstritar. Inga underarter finns listade i Catalogue of Life.